# 부산광역시의 유형문화재 (제201호 ~ 제300호)
부산광역시의 유형문화재는 유형문화재 중에서 부산광역시 내에 있는 문화재를 의미한다.

## 지정목록

### 제201호 ~ 제300호
| 번호  | 사진 | 명칭                                                          | 소재지                                     | 관리자 (단체)  | 지정일               | 참조 |
| 201호 |      | 원오사 고봉화상선요 (圓悟寺 高峰和尙禪要)                     | 부산 해운대구 윗반송로 124-5 원오사        | 원오사         | 2019년 4월 10일 지정 | ,    |
| 202호 |      | 정선 필 청풍계지각 (鄭敾 筆 淸風溪池閣)                       | 부산 서구 구덕로 225 동아대학교 박물관     | 동아대학교     | 2019년 4월 10일 지정 | ,    |
| 203호 |      | 법계성범수륙승회수재의궤 (法界聖凡水陸勝會水齋儀軌)           | 부산 서구 구덕로 225 동아대학교 석당함진재 | 동아대학교     | 2019년 5월 29일 지정 | ,    |
| 204호 |      | 김두량 필 삽살개 (金斗樑 筆 犬圖)                             | 부산 수영구 수영로                         | 현◌훈          | 2019년 5월 29일 지정 | ,    |
| 205호 |      | 고불사 대장일람집 권7~10 (古佛寺 大藏一覽集 券七~十)          | 부산 기장군 철마면 고촌로 28번길 77 고불사 | 고불사         | 2019년 5월 29일 지정 | ,    |
| 206호 |      | 고불사 불조역대통재 권1~12 (古佛寺 佛祖歷代通載 券一~十二)    | 부산 기장군 철마면 고촌로 28번길 77 고불사 | 고불사         | 2019년 5월 29일 지정 | ,    |
| 207호 |      | 고불사 불설대보부모은중경 (古佛寺 佛說大報父母㤙重經)         | 부산 기장군 철마면 고촌로 28번길 77 고불사 | 고불사         | 2019년 5월 29일 지정 | ,    |
| 208호 |      | 이원찬 필 호도 (李元粲 筆 虎圖)                               | 부산 영도구 해양로 301번길 45              | 국립해양박물관 | 2019년 7월 24일 지정 | ,    |
| 209호 |      | 나전칠국화모란넝쿨무늬상자 (螺鈿漆菊花牧丹唐草文箱子)         | 부산 영도구 해양로 301번길 45              | 국립해양박물관 | 2019년 7월 24일 지정 | ,    |
| 210호 |      | 관세음보살42수진언집 (觀世音菩薩42手眞言集)                   | 부산 금정구 중앙대로1667번길8              | 허ㅇ           | 2019년 12월 4일 지정 | ,    |
| 211호 |      | 보광사 목조아미타여래삼존좌상 (普光寺 木造阿彌陀如來三尊坐像) | 부산 동구 범상로 1번길 35                  | 보광사         | 2020년 1월 29일 지정 | ,    |
| 212호 |      | 해운정사 삼층석탑 (海雲精舍 三層石塔)                         | 부산 해운대구 우1동2로 40-6                | 해운정사       | 2020년 4월 29일 지정 | ,    |